# Matevž Skok
Matevž Skok (Celje, 2 de setembro de 1986) é um andebolista esloveno, que atua como guarda-redes. Atualmente, representa o Sporting CP.